# Zweizahn-Gelbschulterfledermaus

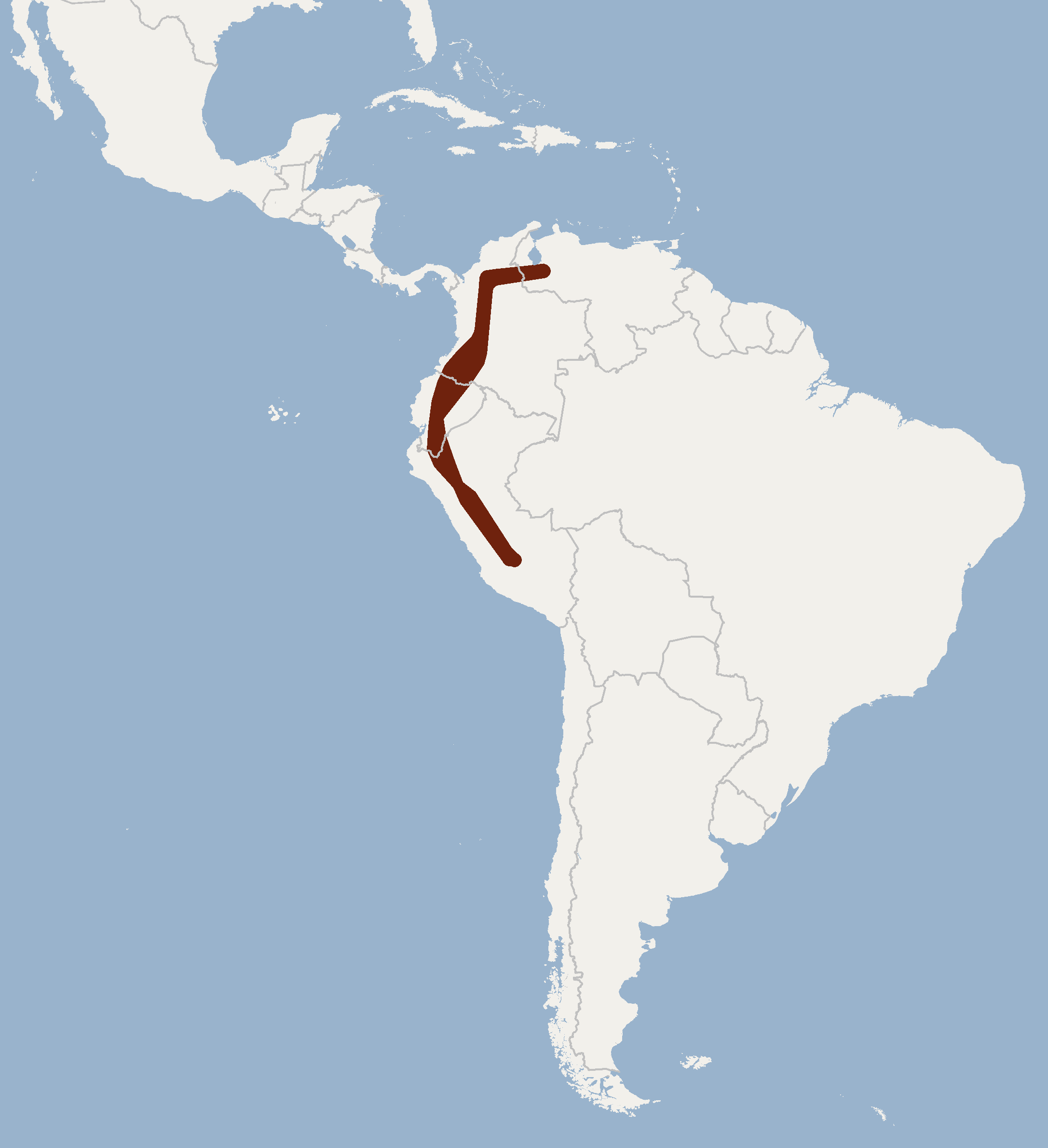
Verbreitungsgebiet der Zweizahn-Gelbschulterfledermaus

Die Zweizahn-Gelbschulterfledermaus (Sturnira bidens) ist ein im nordwestlichen Südamerika verbreitetes Fledertier in der Gattung der Gelbschulterfledermäuse. Sie bildet zusammen mit der Kleinen Gelbschulterfledermaus (Sturnira nana) die Untergattung Corvira.

## Merkmale
Die schwanzlosen Exemplare sind 62 bis 67 mm lang, besitzen 40 bis 43 mm lange Unterarme und wiegen 14 bis 21 g. Die Länge der Hinterfüße beträgt 14 bis 16 mm und die Ohren sind 13 bis 17 mm lang. Auf der Oberseite ist hellbraunes, mittelbraunes oder dunkel graubraunes Fell vorhanden. Die für die Gattung namensgebenden gelben Schulterflecken sind oft nicht erkennbar. Auf der Unterseite kommt dunkelbraunes Fell vor. Oberseits besitzen die Haare bei einigen Populationen an der Wurzel ein weißes Band. Auf der schmalen Schwanzflughaut sind viele Haare vorhanden. Die Füße tragen Fell und die Unterarme sind mit wenigen Haaren bedeckt. Die 30 Zähne verteilen sich nach der Zahnformel I 2/1, C 1/1, P 2/2, M 3/3. Diese Fledermaus hat einen diploiden Chromosomensatz aus 30 Chromosomen (2n=30).

## Verbreitung
Das Verbreitungsgebiet ist ein weiter Bogen entlang der Anden und angrenzender Bergländer vom westlichen Venezuela über Kolumbien und Ecuador bis Peru. Die Zweizahn-Gelbschulterfledermaus lebt zwischen 1700 und 3000 Meter Höhe. Sie hält sich in Wolken- und Nebelwäldern auf. Die Tiere werden selten am Waldrand und in aufgeforsteten Gebieten registriert.

## Lebensweise
Als Ruheplatz der nachtaktiven Individuen ist bisher nur eine Höhle in Kolumbien bekannt. Diese Fledermaus ist vorwiegend in den ersten zwei Stunden der Nacht aktiv und sie unternimmt weitere Ausflüge vor dem Morgengrauen. Die Nahrung besteht aus Feigen und anderen Früchten, wie Vertretern der Gattungen Pfeffer, Vismia (Johanniskrautgewächse) oder Flamingoblumen. Diese werden mit Nektar und Pollen komplettiert. Reste von Gliedertieren kamen nicht im Verdauungstrakt der Tiere vor. Vermutlich sind die Reviere der Exemplare klein. Soweit bekannt findet die Fortpflanzung in Peru zwischen Juni und August kurz vor der Regenzeit statt. In Venezuela kommen zwei Paarungszeiten pro Jahr vor.

## Gefährdung
Die IUCN listet die Zweizahn-Gelbschulterfledermaus aufgrund fehlender Bedrohungen und einer stabilen Gesamtpopulation als nicht gefährdet (least concern).